# Richard Peña

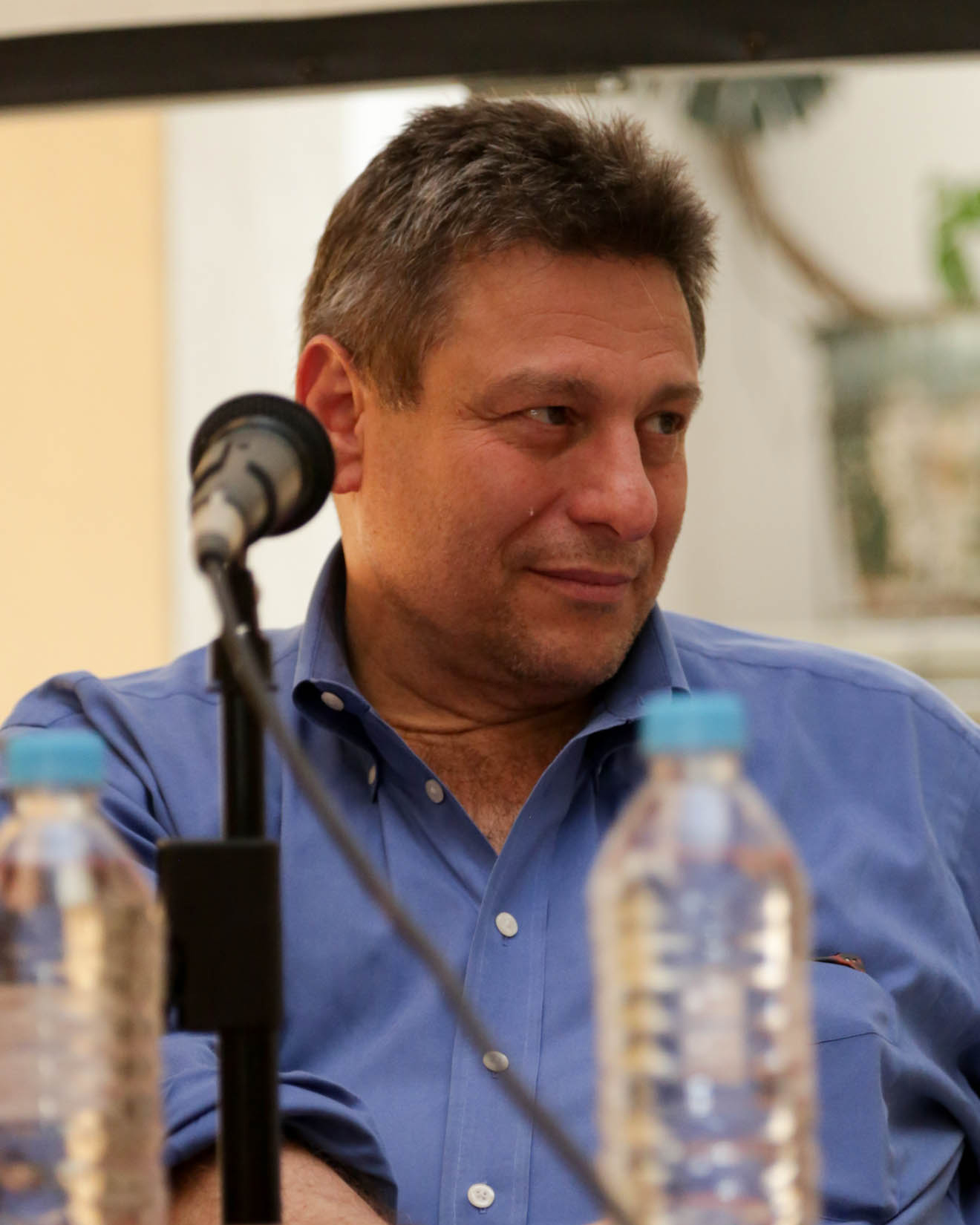
Richard Peña en 2013.

Richard Peña (Nueva York, 1953) es un prestigioso programador de cine estadounidense, actualmente director del programa de cine de la Sociedad Cinematográfica del Lincoln Center de Nueva York y, sin duda, uno  de los máximos difusores de la cultura cinematográfica española en Estados Unidos. También dirige el Festival de Cine neoyorquino.
Peña es el responsable de la cuidada selección de títulos del más reciente cine español que desde hace años desembarca cada mes de diciembre en el Lincoln Center de Nueva York. Esta muestra, denominada «Spanish Cinema Now!», es una cita obligada para el público cinéfilo de Nueva York. Ningún género queda excluido de este panorama: la ficción, los experimentos de vanguardia, el cine de terror, las películas de ciencia ficción, los documentales y los cortometrajes seleccionados comparten la etiqueta común de ser «made in Spain» («hecho en España»). Gracias a esta iniciativa, los cineastas españoles han tenido la oportunidad de tomar contacto con el público norteamericano y, al mismo tiempo, ha servido para fomentar el intercambio con la industria estadounidense.
Cinéfilo desde una edad muy temprana, en su paso por la Universidad de Harvard combinó su amor al cine con su interés por la cultura latinoamericana. Descendiente de españoles y puertorriqueños, centró su proyecto de fin de carrera en los cines brasileño y argentino. Tras cursar un máster en Cinematografía en el Instituto de Tecnología de Massachusetts, impartió cine en diferentes universidades antes de unirse al Film Center del Instituto de Arte de Chicago, del que fue director. En 1988, ya con una importante reputación cinematográfica, llegó a la Film Society del Lincoln Center. Desde entonces, ha sido también director del programa de cine para el Festival de Cine de Nueva York.
En julio de 2010, el Consejo de Ministros de España le otorgó la Orden de las Artes y las Letras en «reconocimiento a una trayectoria profesional al servicio de la difusión de la cultura cinematográfica española en Estados Unidos».